# Stary Żywiec
Stary Żywiec – nieistniejąca dzielnica miasta Żywiec, do 1929 roku osobna wieś będąca siedzibą gminy. W 1966 roku zalana w związku z powstaniem Jeziora Żywieckiego.

## Historia
Zdaniem historyków w miejscu istnienia późniejszej wsi Stary Żywiec znajdowało się początkowo miasto Żywiec w swojej pierwotnej fazie rozwoju. Już w I poł. XIV w. Żywiec jawi się w źródłach jako miasteczko zorganizowane i ukształtowane, co pozwala doszukiwać się jego początków w XIII wieku. Najprawdopodobniej na przełomie XIV i XV wieku, ze względu na niekorzystne położenie miasta, mieszkańcy zaczęli stopniowo przenosić się początkowo na terytorium późniejszej Rudzy, a potem na obszar dzisiejszego Żywca (okolice Rynku). Sam proces lokowania, zasiedlania i przenoszenia miejscowości w najważniejszym źródle do dziejów Żywiecczyzny – Dziejopisie Komonieckiego – przedstawiony jest bardzo niejasno i pozostawia szerokie pole do snucia licznych teorii. Pierwszej lokacji wsi Stary Żywiec w pobliżu opuszczonego miasta dokonali najprawdopodobniej książęta oświęcimscy w I poł. XV wieku. Dokument lokacyjny nie zachował się jednak. W 1477 r. Stary Żywiec został spalony przez wojska królewskie pod dowództwem Jakuba Dembińskiego, a w 1507 r. miejscowość została nawiedzona przez powódź. Prawdopodobnie w II poł. XVI wieku wieś została powtórnie lokowana przez kasztelana sądeckiego Krzysztofa Komorowskiego, który począwszy od 1566 roku przez wiele dziesięcioleci był właścicielem Żywiecczyzny.
Według Pierwszego Powszechnego Spisu Ludności z 1921 Stary Żywiec liczył 454 mieszkańców. Wszyscy byli wyznania rzymskokatolickiego i narodowości polskiej.
W 1921 roku powstał projekt przyłączenia do Żywca przyległych jednowioskowych gmin podmiejskich, co spotkało się z reakcją odmowną Wydziału Powiatowego oraz władz miasta. Jednak ostatecznie 9 listopada 1929 roku Stary Żywiec, liczący 321 ha powierzchni, 84 domy i 720 mieszkańców (wszyscy wyznania rzymskokatolickiego i pracujący jako chłopi małorolni) został włączony w granice administracyjne miasta. Rozwiązaniu uległy wówczas dawne rady gminne Żywca i Starego Żywca, w efekcie czego administrację nad obszarem powiększonego miasta objął zarząd tymczasowy. 29 sierpnia 1930 została utworzona nowa Rada Miejska.
W 1937 w Starym Żywcu została otwarta jednoklasowa szkoła powszechna.
W trakcie II wojny światowej zabudowa Starego Żywca została zniszczona w 90%. Po zakończeniu wojny powstał Społeczny Komitet Budowy Szkoły, działający w celu wzniesienia siedziby dla działającej w dzielnicy szkoły podstawowej. Zajęcia w listopadzie 1946 prowadzone były w dwóch wyremontowanych salach urządzonych w znacznie uszkodzonym w czasie wojny obiekcie stanowiącym siedzibę tutejszej jednostki Ochotniczej Straży Pożarnej. Na cele powstania budynku szkoły z części rozparcelowanych dóbr Akademii Umiejętności, podarowanych instutucji przez Karola Stefana Habsburga, została przekazana działka o powierzchni 1 ha, na której mieścił się wcześniej budynek należący do Akademii. Planowano tu początkowo wzniesienie szkoły czteroklasowej, jednak w 1951 zdecydowano o powstaniu placówki siedmioklasowej, natomiast w 1952 budowany obiekt dodatkowo powiększono. W wyniku braku środków finansowych na dokończenie prac Komitet Budowy Szkoły uległ rozwiązaniu, a nieukończona siedziba placówki została przejęta przez Zarząd Miejski.
W 1947 do Miejskiej Rady Narodowej przekazany został projekt utworzenia zbiornika wodnego poprzez budowę zapory w Tresnej, który został przygotowany przez Dyrekcję Dróg Wodnych. Został on negatywnie zaopiniowany przez Radę, która wskazywała, że jego utworzenie będzie miało niekorzystne skutki związane z blokadą możliwości rozbudowy miasta w jego dotychczasowych granicach.
W marcu 1956 doszło do zawalenia się będącego w stanie budowy nowego mostu na Sole w Starym Żywcu. Nie doszło do jego odbudowy w dotychczas planowanym kształcie z uwagi na plany przeznaczenia dzielnicy pod zalanie wodami nowego jeziora, w związku z czym został on zastąpiony przez tymczasową kładkę dla pieszych.

### Zatopienie miejscowości

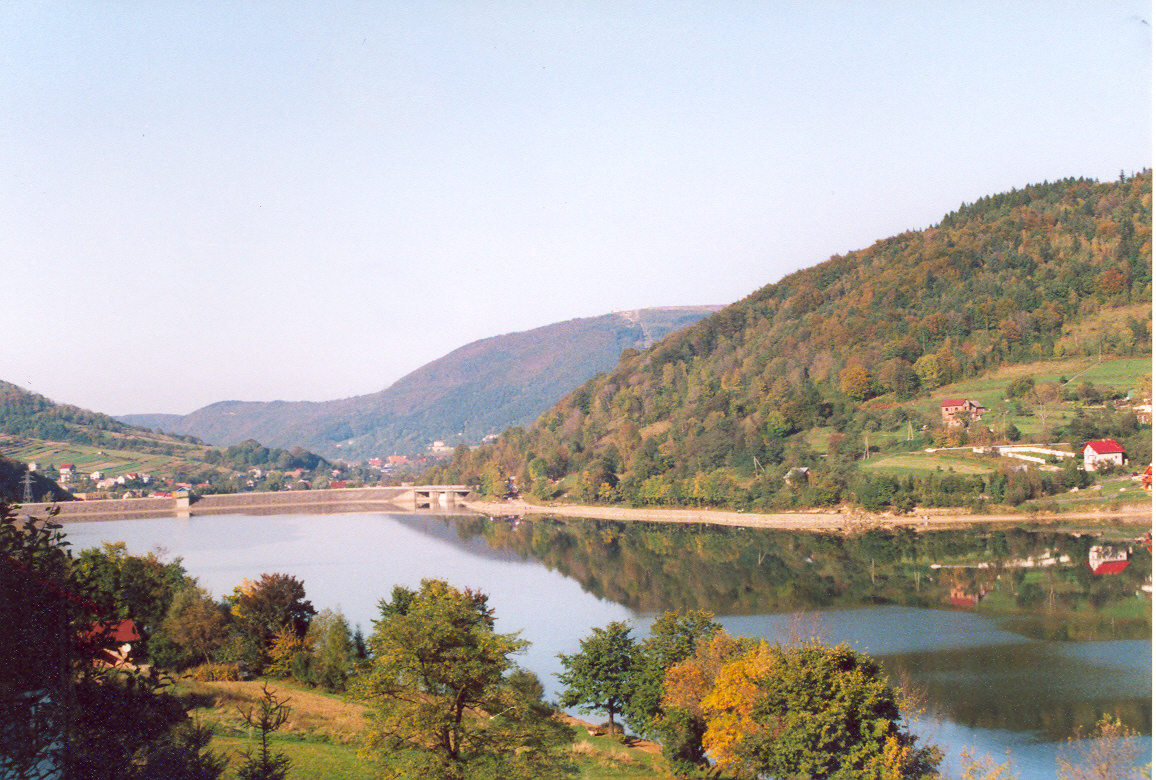
Jezioro Żywieckie znajdujące się od 1966 r. w miejscu m.in. Starego Żywca

W 1958 roku Żywiecczyznę nawiedziła powódź, która zniszczyła znaczną część Żywca i zerwała miejskie mosty na rzece Sole. W związku z tym postanowiono zapobiec dalszym powodziom poprzez regulację rzeki za pomocą zapór w Tresnej i Czańcu. Sztuczne Jezioro Żywieckie mające być wynikiem owej regulacji objęło swoim zasięgiem między innymi teren Starego Żywca. W związku z przygotowaniem do jego budowy w 1959 ogłoszona została ekshumacja grobów na starożywieckim cmentarzu (zrealizowana w 1963 poprzez przeniesienie pochówków na Cmentarz Przemienienia Pańskiego) oraz zajęto się przygotowaniem dokumentacji prawnej w celu przeprowadzenia wywłaszczeń mieszkańców. Następnie rozpoczęto akcję relokacji mieszkańców, którzy przesiedleni zostali w większości do Żywca i zamieszkali głównie na Osiedlu XX-lecia PRL, Osiedlu Góra Burgałowska, Osiedlu Reymonta oraz przy ul. Beskidzkiej. Część osób przeniosła się także do Jaworza, a po kilka rodzin osiedliło się w Kozach i Pruchnej. Odszkodowania, jakie wywłaszczani mieszkańcy otrzymywali wówczas od władz państwowych, miały być zdaniem niektórych niewspółmiernie niskie w stosunku do wartości rzeczywistej opuszczanych nieruchomości. W 1960 rozpoczęła się budowa zbiornika, którą realizowało kilka przedsiębiorstw, a jego oddanie do użytkowania miało miejsce w 1967.
Stary Żywiec znalazł się pod wodami jeziora wraz z terenami bądź fragmentami terenów miejscowości: Zarzecza, Pietrzykowic, Rędziny i Zadziela. W roku 2015, w czasie długiej suszy, poziom Jeziora Żywieckiego obniżono o kilka metrów, co spowodowało czasowe odsłonięcie fragmentów zatopionych miejscowości.

## Parafia i kościół

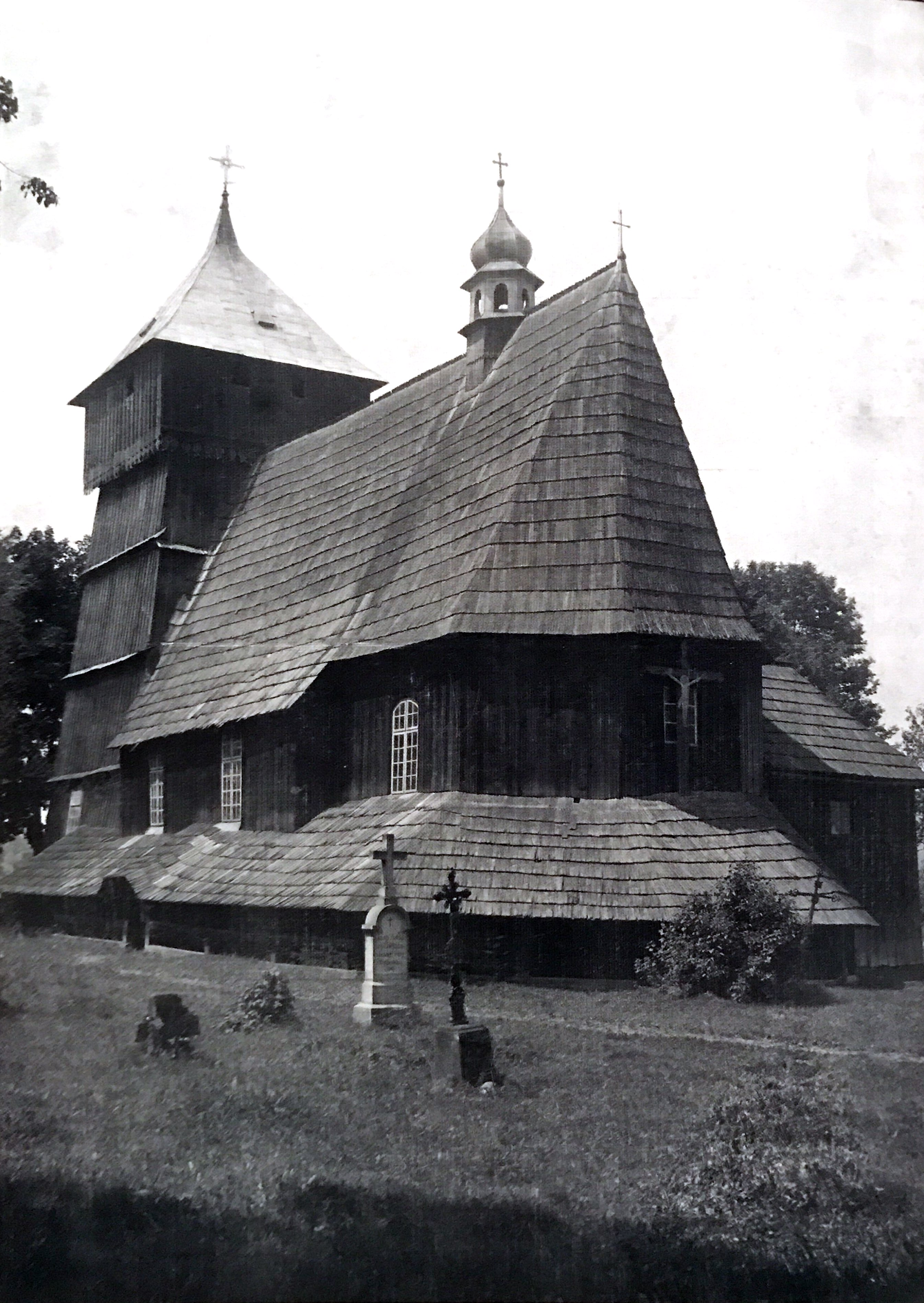
Kościół Wszystkich Świętych, fotografia ze zbiorów Muzeum Miejskiego w Żywcu

W dzielnicy znajdował się kościółek pw. Wszystkich Świętych. Data wystawienia pierwszego kościoła jest nieznana, miejscowa parafia została po raz pierwszy wzmiankowana w spisie parafii płacących sześcioletnią dziesięcinę w dekanacie Oświęcim diecezji krakowskiej z 1326 jako Item Engbertus, plebanus ecclesie de Zivicz. Następnie w kolejnych spisach świętopietrza z lat 1346–1358 pod nazwami Ziwcza, Zywcza, Ziwicz.
Kościół z drzewa cisowego istniał już w XIII wieku, spłonął jednak w roku 1477. Zniszczeniu uległ też kolejny kościół z 1507 roku, wybudowany z materiału po rozbiórce starszego kościoła zniszczonego przez powódź. Ten zabytkowy gotycki kościółek typu śląsko-małopolskiego otaczał kamienny mur. Wokół kościoła znajdował się cmentarz. Dokonano jedynie stosunkowo niewielkich zmian w jego wyglądzie. Świątynia w Starym Żywcu była pierwszą siedzibą parafii żywieckiej – okeślono ją w źródłach jako matrix ecclesiae parochialis in nova Żywiecz oppido – matkę kościoła parafialnego w Nowym Żywcu.
W czasie ostatniej restauracji około 1926 r. celem powiększenia wnętrza usunięto ścianę oddzielającą nawę od wieży. W centrum głównego ołtarza znajdował się obraz Matki Boskiej Częstochowskiej. Kościół posiadał wysoki spadzisty dach kryty gontami. Posiadał wiązania dachowe złożone z krokwiowych kozłów wiązarowych i pośrednich. Pomiędzy kozłami wiązarowymi znajdowała się kratownica z krzyżami św. Andrzeja. Podczas walk o wyzwolenie miasta kościół spalił się doszczętnie wraz z całym wyposażeniem wnętrza. Pozostałości świątyni zostały zalane wraz z budową zapory w Tresnej. Przykościelny cmentarz został częściowo ekshumowany w 1963 W 2012 roku na brzegu Jeziora Żywieckiego odnaleziono wyrzucone przez jego wody drewniane tabernakulum. Zdaniem naukowców, którzy zbadali znalezisko, obiekt został stworzony w XIX wieku i najprawdopodobniej stanowił część wyposażenia kościoła Wszystkich Świętych.